# Coca-Cola Bottling Co. Consolidated
Coca-Cola Bottling Co. Consolidated, dont le siège est à Charlotte, en Caroline du Nord, est une société américaine, détenue à 35% par la Coca-Cola Company et plus grand embouteilleur indépendant de Coca-Cola aux Etats-Unis. 
La société fabrique, vend et distribue des produits Coca-Cola ainsi que d'autres boissons, sur un marché de 65 millions de personnes dans 14 États.  Coca-Cola Consolidated dessert dans le sud-est, le Midwest et la partie médio-atlantique des États-Unis. La société possède 13 usines de fabrication, 80 centres de distribution et entrepôts. 

## Histoire de l'entreprise
Durant l'été 1899, Asa Candler accepte de vendre une licence pour 1$ à Benjamin F. Thomas et Joseph B. Whitehead qui ouvrent une usine d'embouteillage à Chattanooga, devenant le premier embouteilleur de la marque. De nombreuses sociétés sont créées dans les années qui suivent. 

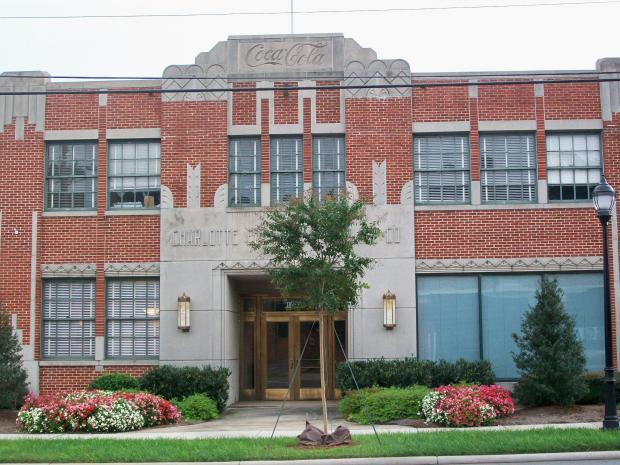
Anciens bureaux de la Charlotte Coca-Cola Bottle Company.

En 1902, JB Harrison, l'arrière-grand-père du président actuel fonde la société qui deviendra plus tard Coca-Cola Bottling Company Consolidated. En avril 1902, J. Luther Snyder, ancien employé de la Chattanooga Bottling Company, premier franchisé de Coca-Cola, fonde lui aussi une usine d'embouteillage à Charlotte avec une franchise.
En 1930, la société de Snyder fait construire une nouvelle usine la Charlotte Coca-Cola Bottling Company Plant au 1401-09 West Morehead Street à Charlotte dans le style Art déco.
Durant les deux guerres mondiales et la Grande Dépression, la famille Harrison parvient à développer l'entreprise d'embouteillage avec des usines à Greensboro, Raleigh, Winston-Salem et Burlington, toujours en Caroline du Nord.
Au début des années 1970, la société des Harrison fusionne avec d'autres embouteilleurs de Caroline du Nord et de Virginie et prend le nom de The Coca-Cola Bottling Co. Consolidated. En 1974, la Charlotte Coca-Cola Bottling déménage du 1401 West Morehead Street pour un autre site mais conserve la propriété vide et cherchait à la vendre en 1987 comme l'atteste le dossier de la commission des monuments historiques.
La société a été constituée en 1980
Dans les années 1980, l'entreprise commence une période d'acquisitions importantes. En 1985, l'achat de Wometco permet de doubler la taille de la société avec l'acquisition de 8 usines dont Mobile en Alabama, Roanoke en Virginie, Nashville au Tennessee, Vancouver au Canada et aux Bahamas. Les filiales en dehors des États-Unis ont été vendues mais d'autres achats ont été réalisés en Virginie-Occidentale en 1988. 
Le 27 janvier 1989, la famille Harrison propriétaire de Coca-Cola Bottling et Coca-Cola Company signent un accord autorisant Coca-Cola Company à détenir jusqu'à 20 % de Coca-Cola Bottling.
En 1991, Coca-Cola Bottling Co. Consolidated achète Sunbelt Coca-Cola.
Le 30 novembre 1992, Coca-Cola Bottling et Charlotte Coca-Cola Bottling signent un accord de fin de licence qui expire au bout de 10 ans.
Le 2 juillet 1993, Coca-Cola Bottling et Coca-Cola Company forment un partenariat nommé Piedmont Coca-Cola Bottling dans lequel Coca-Cola Bottling achète et prend en charge des zones de distributions significatives en Caroline du Nord et Caroline du Sud. L'entreprise est détenue à parité et commence son activité en 1994,. 
Le 28 mai 1999, la société achète pour 37 millions d'USD la Carolina Coca-Cola Bottling Co. qui opère dans le centre de la Caroline du Sud et un petit embouteilleur de Caroline du Nord. En octobre 1999, la Lynchburg Coca-Cola Bottling Co qui opère en Virginie est achetée pour 24 millions d'USD.
Le 29 septembre 2000, Coca-Cola Bottling vend à des embouteilleurs ses activités au Kentucky et en Ohio, représentant 3 % de son activité, à Coca-Cola Enterprises pour 23 millions d'USD.
En janvier 2002, Coca-Cola Bottling achète 4,5 % supplémentaire de Piedmont Coca-Cola Bottling pour 10 millions d'USD portant sa participation à 54,64 %.
Le 13 avril 2017, Coca-Cola Bottling achète une usine à Twinsburg, Ohio à Coca-Cola Refreshments, filiale de la Coca-Cola Company et étend son territoire dans me nord de l'État.
En octobre 2018, Coca-Cola Bottling Consolidated nie avoir interrompu la distribution de Tab, tout en admettant qu'elle avait réduit sa distribution,,.